# Prepona violacelineata
Prepona violacelineata är en fjärilsart som beskrevs av Le Moult 1932. Prepona violacelineata ingår i släktet Prepona och familjen praktfjärilar. Inga underarter finns listade i Catalogue of Life.